# Jean-Luc Masdupuy
Jean-Luc Masdupuy, né le 14 avril 1969 à Saint-Yrieix-la-Perche (Haute-Vienne), est un coureur cycliste français.

## Biographie
Fin 1993, Jean-Luc Masdupuy est enrôlé en tant que stagiaire dans la formation Festina-Lotus. L'année suivante, il passe professionnel chez Catavana-AS Corbeil-Essonnes-Cedico. Il court ensuite successivement dans les équipes Aki-Gipiemme, Agrigel-La Creuse et Cédico-Ville de Charleroi. 
Après sa carrière professionnelle, il fait son retour en compétition dans le peloton amateur en 2002. En 2013, il remporte la 95e édition du Prix Albert-Gagnet. 
Grand espoir, lorsqu'il passe professionnel, les journalistes n'hésitent pas à écrire : « C'est un coureur de talent, peut-être un des meilleurs éléments de Catavana ».

## Palmarès
- 1989
  - 3e de Limoges-Saint-Léonard-Limoges
- 1990
  - Champion de France universitaire sur route[3]
  - 2e étape des Boucles de Haute-Vienne
- 1991
  - Champion du Limousin sur route
  - Trois Jours des Mauges
  - 2e du Critérium de Terrebourg
- 1992
  - 2e étape du Tour du Canton d'Ecueillé
  - 3e du Tour du Canton d'Ecueillé
- 1993
  - Tour de Corrèze :
    - Classement général
    - 1re étape

  - Grand Prix du Nord-Pas-de-Calais
  - Quatre Jours de l'Aisne :
    - Classement général
    - 3e étape
- 1995
  - 6e étape du Circuit des Mines[4]
- 1996
  - 3e étape du Tour de l'Ain
  - 2e du Tour de l'Ain
  - 3e du championnat du Limousin de cyclo-cross
- 2002
  - Boucles de la Haute-Vienne
  - Prix Antonin Reix
  - Circuit des Boulevards
  - 2e du Tour du Canton de Gentioux
  - 2e du Grand Prix de Nedde
  - 2e du Grand Prix de Lubersac
  - 2e du Grand Prix de la Saint-Julien
  - 2e du Chrono Vimbelle-Tulle
- 2003
  - Nocturne du Pont-Saint-Étienne
  - Grand Prix de Biran
  - Prix Antonin Reix
  - 2e du Grand Prix de Saint-Cyprien-sur-Dourdou
  - 3e du Grand Prix de la Trinité
  - 3e du Critérium de Valence-sur-Baïse
  - 3e du Critérium de Brive
- 2004
  - Grand Prix d'Alvignac-les-Eaux
  - 2e du Grand Prix de Monpazier
  - 3e de la Nocturne de Mussidan
  - 3e de la Nocturne d'Aubusson
  - 3e du Grand Prix de Gouzon
  - 3e du Grand Prix de Nedde
  - 3e du Grand Prix de Saint-Cyprien-sur-Dourdou
- 2005
  - Grand Prix de Lubersac
  - Grand Prix d'Issoire
  - 2e du championnat du Limousin du contre-la-montre
  - 2e du Prix de Montguyon
  - 3e de la Ronde de la Côle
  - 3e du Grand Prix de La Courtine
  - 3e de la Nocturne d'Aubusson
- 2006
  - Boucles de la Haute-Vienne
  - Nocturne du Pont Saint-Étienne
  - Prix Antonin Reix
  - 3e de la Nocturne de Libourne
  - 3e de la Nocturne de Limoges
  - 3e du Grand Prix de Peyrelevade
  - 3e du Grand Prix de Villejésus
- 2007
  - Prix du Quartier Saint-Georges
  - Grand Prix de Lubersac
  - 2e du Tour du Canton de Hautefort
  - 2e du Grand Prix de Saint-Solve
  - 2e du Prix Antonin Reix
  - 3e du Prix de Saint-Yrieix-la-Perche
  - 3e du Prix de Beauchabrol
  - 3e du Grand Prix de la Trinité
  - 3e du Grand Prix d'Oradour-sur-Vayres
  - 3e du Grand Prix de Nedde
  - 3e du Grand Prix d'Issoire
- 2008
  - Tour du Canton de Pierre-Buffière
  - Nocturne de Tulle
  - 2e du Grand Prix des Fêtes de Coux-et-Bigaroque
  - 2e du Grand Prix de Saint-Solve
  - 2e du championnat du Limousin sur route
  - 2e du Prix Albert-Gagnet
- 2009
  - Challenge du Boischaut-Marche
  - Nocturne d'Aubusson
  - Grand Prix des Foires d'Orval
  - 2e des 100 Tours des Boulevards
  - 2e du Grand Prix de La Courtine
  - 3e du Prix de Léguillac-de-Cercles
  - 3e du Prix du Quartier Saint-Georges
  - 3e du Grand Prix des Grattons
- 2010
  - Nocturne de Tulle
  - Chrono Vimbelle-Tulle
  - 2e du Prix du Quartier Saint-Georges
  - 2e du championnat du Limousin du contre-la-montre
  - 2e du Critérium de Brioude
  - 3e du Grand Prix de Juillac
  - 3e du Grand Prix d'Issoire
  - 3e de la Nocturne de Montpon
  - 3e du Grand Prix de Lubersac
- 2011
  - Nocturne du Pont Saint-Étienne
  - 2e de la Nocturne de Tulle
  - 3e de la Nocturne de Limoges
  - 3e de la Semi-nocturne de Loudun
  - 3e de la Nocturne de Chauvigny
  - 3e du Critérium d'Évaux-les-Bains
  - 3e du Grand Prix de Saint-Quentin-la-Chabanne
- 2012
  - 2e du Grand Prix de Saint-Yrieix-la-Perche
  - 2e de la Nocturne du Pont Saint-Étienne
  - 2e du Grand Prix de Châteaubernard
  - 2e du Tour des Boulevards de Loudun
  - 2e du Grand Prix de Saint-Quentin-la-Chabanne
  - 3e du Prix de la Saint-Jean
  - 3e du Critérium de Brive
  - 3e de la Nocturne de Montpon-Ménestérol
  - 3e de la Nocturne de Montauban
  - 3e du Chrono Vimbelle-Tulle
- 2013
  - Prix Albert-Gagnet
  - 2e du Grand Prix du CA Béglais
  - 3e du Boucles du Causse Corrézien
  - 3e du Grand Prix de Saint-Quentin-la-Chabanne
- 2014
  - 2e de la Nocturne de Tulle
  - 3e du Chrono Vimbelle-Tulle
- 2015
  - 2e du Critérium d'Évaux-les-Bains
  - 3e de la Nocturne d'Ussel
  - 3e du Grand Prix de Faux-la-Montagne

## Résultats sur les grands tours

### Tour de France
1 participation
- 1996 : 129e et lanterne rouge